# Џорџ Иванович
Ђорђе Ивановић, познат као George Ivanovich или Georgé, је српски поп певач, кантаутор и музичар који пева на енглеском језику. Члан је "No hay band"-а. Пореклом је из Крушевца. Издаје за "Бентли рекордс" из Њујорка. Живи и ради у Даблину. Ожењен је глумицом Ивом Кевра која се појавила у неким његовим спотовима. У споту за песму "Mad over you" појавила се глумица Лидија Вукићевић.

## Дискографија
Синглови
- Too much is better than enough (2016)
- Stranger (2017)
- Like love (The Tango for two) (2018)
- Kylie on the radio (2018)[5]
- It's fine (2019) са Николом Роквићем[6]
- Mad over you (2019) са Дејаном Петровићем
- Don,t look at me like we're alone (2020)
- Good evening God (2021)
- Dance and sing along (2021)
- Down the breeze (2023)
- Embassy of spring (2024)